# Parque del Doctor Rico
El parque del Doctor Rico, situado en la ciudad de Alicante (España), es un parque que se extiende en las inmediaciones del Castillo de San Fernando. Este espacio, mayormente poblado por pinos, fue concebido como un pulmón verde para la ciudad a principios del siglo XX, y su creación se debe en gran parte al esfuerzo del doctor Antonio Rico Cabot, un médico y concejal alicantino conocido por sus ideas higienistas y su compromiso con el bienestar público.

## Historia
El doctor Rico propuso la creación del parque en 1911, motivado por la falta de espacios verdes en la ciudad y la necesidad de mejorar la calidad del aire debido a las epidemias recurrentes que afectaban a la población. Consciente de la falta de recursos municipales, sugirió que los concejales aportaran de sus propios bolsillos para comprar los terrenos privados que rodeaban el Castillo de San Fernando, un monte conocido como el Tossal. Gracias a esta iniciativa, en 1912 se compraron las primeras cuatro quintas partes del monte, y el resto se adquirió poco después.
Una vez completada la compra, se inició la repoblación forestal del área con pinos, transformando lo que antes era un terreno yermo en un agradable paseo para los alicantinos. 
En 1930, tres años después de la muerte del doctor Rico, se inauguró en el parque un busto en su honor, esculpido por Daniel Bañuls. Esta obra, realizada en piedra caliza, estaba acompañada de bancos adornados y una inscripción que destacaba la veneración y gratitud de Alicante hacia Rico. Sin embargo, tras la guerra civil española, el busto fue retirado y el parque fue renombrado como "Ruiz de Alda" en honor a un aviador falangista. No fue hasta años después que el busto fue restaurado, aunque lamentablemente sufrió actos vandálicos, entre ellos su decapitación.
El parque ha vivido diversas transformaciones a lo largo de su historia. En la década de 1960, se construyó un parque infantil de tráfico, destinado a enseñar las normas de circulación a los jóvenes, y en 1969 se inició la construcción de un auditorio para 3000 personas. No obstante, este último proyecto no llegó a completarse, y los restos de las obras abandonadas permanecen en el parque.
Durante la década de los 70 y 80, el parque experimentó un periodo de deterioro, convirtiéndose en un lugar frecuentado por personas marginalizadas, lo que afectó negativamente su imagen pública.